# García I de León
García I de León (c. 870-914) fue el primer rey de León, entre 910 y 914, e hijo de Alfonso III el Magno, rey de Asturias, y de la reina Jimena de Asturias.
Fue hermano de los reyes Ordoño II y Fruela II de León, quienes le sucedieron en el trono leonés al haber fallecido García I sin dejar descendencia.

## Biografía
García era el hijo primogénito del rey Alfonso el Magno y de su esposa, la reina Jimena de Asturias. Por parte paterna fueron sus abuelos el rey Ordoño I de Asturias y su esposa, la reina Nuña. Durante el reinado de su padre colaboró con él en las tareas de gobierno. 
En el año 909, Alfonso III descubrió una conspiración que pretendía despojarle del trono en la que estaban implicados su hijo primogénito, el infante García, su esposa, la reina Jimena de Asturias y sus otros hijos. El infante García tomó parte en la conspiración apoyado por su suegro, Munio Núñez, conde de Castilla, y padre de su esposa, Muniadona. No obstante, el infante García fue apresado y Alfonso III ordenó encerrarlo en el castillo de Gauzón, aunque, poco después, el rey fue obligado a abdicar en sus tres hijos y a repartir su reino entre ellos. El reino de León correspondió al hijo primogénito, el infante García, el de Asturias correspondió al infante Fruela y el de Galicia al infante Ordoño, aunque García tendría una posición preeminente. Alfonso III falleció en la ciudad de Zamora el día 20 de diciembre del 910 después de dirigir una expedición victoriosa contra los musulmanes.
El rey García I estableció su Corte en la ciudad de León. Durante su reinado mantuvo relaciones distantes y conflictivas con su hermano Ordoño. Cuando el padre de ambos falleció, García I impidió al obispo Genadio de Astorga que llevase a la ciudad de Santiago de Compostela los quinientos metcales que Alfonso III le había donado. No obstante, el reino de León era considerado, en opinión de diversos historiadores, el principal de los reinos surgidos de la herencia de Alfonso III el Magno. Los hermanos de García I de León se consideraron subordinados a él.
En el año 911 invadió con su ejército el territorio musulmán. Según refieren diversos historiadores, debió de penetrar en él a través de tierras toledanas o talaveranas, pues consta en las crónicas de la época que regresó a su reino atravesando el puerto del Tiemblo.
Durante su reinado, el rey García I repobló diversas ciudades a fin de asegurar la línea del río Duero, que se había convertido en una de las claves del sistema defensivo leonés. En el año 912, según consta en los Anales Castellanos Primeros, su suegro Munio Núñez, conde de Castilla, repobló la ciudad de Roa, Gonzalo Téllez repobló la ciudad de Osma y Gonzalo Fernández de Burgos repobló Haza, Clunia y San Esteban de Gormaz. La reina Jimena de Asturias, madre de García I de León, falleció en el año 912.
El rey García I de León falleció en la ciudad de Zamora, aunque se desconoce la fecha exacta, pues las crónicas de la época difieren al referirse a ella. No obstante, el historiador Gonzalo Martínez Díez señaló que su muerte debió de ocurrir en la ciudad de Zamora en algún momento comprendido entre los meses de enero y junio del año 914. Su cuerpo fue conducido a Asturias, donde gobernaba su hermano, el rey Fruela. Sus restos recibieron sepultura en el panteón de reyes de la capilla de Nuestra Señora del Rey Casto de la catedral de Oviedo.
Su hermano Ordoño II fue proclamado rey de León al no tener García descendencia.

## Matrimonio
Contrajo matrimonio con Muniadona, hija del conde de Castilla Munio Núñez, aunque no tuvieron descendencia.
| Predecesor: Alfonso III el Magno (Rey de Asturias) | Rey de León 910-914 | Sucesor: Ordoño II de León |